# Инженерна екология
Инженерство на околната среда водите и земята или само инженерна екология, е под-област на инженерната наука строително инженерство, която използва инженерни инструменти и най-модерните изследвания, за да се грижи за качеството на околната среда и свързаните процеси. Поради голямото разнообразие от теми, които разглежда екологичното инженерство, студентите се обучават в много области като по този начин получават начини и средства за боравене с множество специалности и дисциплини.

## Области на приложение
- Контрол и предотвратяване на замърсяването, рециклиране, третиране и обезвреждане на битови и промишлени отпадъци.
- Проектиране и проучване на усъвършенствани системи за водоснабдяване.